# Carlos Comamala
Carlos Comamala López del Pan (Madrid, 17 de abril de 1889 – Barcelona, 8 de abril de 1983) fue traumatólogo de profesión y futbolista del Foot-ball Club Barcelona entre los años 1903 y 1912. Cuando se retiró de la práctica deportiva fue directivo del citado club.

## Biografía
Nació en 1889 en Madrid, de padre vasco y madre canaria.
Sucedió a Joan Gamper, de quien era amigo personal, en la delantera del Foot-ball Club Barcelona, cuando el fundador del club se retiró el 1903. Comamala fue un prolífico delantero que destacó por su faceta goleadora a lo largo de su carrera deportiva. En el club blaugrana marcó un total de 172 goles en 145 presencias incluyendo partidos amistosos. Oficiales fueron 50 goles en 50 partidos.
Tuvo una gran actividad y fundó también los equipos de fútbol del Irish, el Galeno, y el Universitario. También jugó en el Foot-ball Club Casual.
Destacó practicando rugby y natación, hizo de periodista ocasional y llegó a ser fundador y primer presidente de la Confederación Catalana de Gimnasia —precedente de la Federación Catalana de Gimnasia—, en 1923.
Si bien tradicionalmente se le considera como gran dibujante, y el creador de la idea original del actual escudo del Fútbol Club Barcelona, pues ganó el concurso público convocado por el Barça el año 1910 al mejor diseño de su escudo, recientes estudios han probado que el autor fue el también jugador Santiago Femenia.
Sí posee el registro histórico de ser el jugador en debutar más joven en un partido oficial con el club barcelonista, y el de anotador más joven, hechos producidos ambos en el mismo encuentro, cuando contaba con 14 años y 219 días.
Monárquico y de ideas españolistas durante la Dictadura de Primo de Rivera fue socio de la Peña Deportiva Ibérica y militó en la Unión Patriótica. En 1930 fue elegido presidente de la Unión Monárquica Nacional de Gracia (Barcelona) y durante la Segunda República dirige la Cultura Gimnástica Deportiva, que también sirve de tapadera a miembros del Requeté para recibir entrenamiento paramiliar.

## Palmarés
- 2  Campeonatos de España (1909/10 y 11/12)
- 4  Campeonatos de Cataluña (1904/05, 08/09, 09/10 y 10/11)